# Litíč
Litíč är en ort i Tjeckien. Den ligger i den centrala delen av landet, 110 km öster om huvudstaden Prag. Litíč ligger 322 meter över havet och antalet invånare är 124.
Terrängen runt Litíč är platt söderut, men norrut är den kuperad. Runt Litíč är det ganska tätbefolkat, med 86 invånare per kvadratkilometer. Närmaste större samhälle är Hradec Králové, 18,5 km söder om Litíč. Trakten runt Litíč består till största delen av jordbruksmark.